# 萊特·森
萊特·伊考·森（英語：Lloyd Ekow Sam，1984年9月27日—），簡稱萊特·森（英語：Lloyd Sam），出生在列斯，是一名英格蘭職業足球員，司職翼鋒，現效力英冠球會列斯聯。

## 生平
萊特·森在列斯出生，但僅兩個月大便全家移居倫敦，於年幼時在塞內加爾居住過短時間，在1998年才返回英格蘭。他重返早年曾參加的查爾頓青訓系統，於2003年年滿18歲成為職業球員。2004年他曾被借用到丙組的奧連特汲取上陣經驗，並於翌季英超閉幕戰對水晶宮處子登場。他其後分別被外借到錫周三及修安聯。
2008年於查爾頓降班英冠後萊特·森開始奠定隊中的正選席位，但兩季後查爾頓不幸再降一級到英甲，於球隊未能在首季回歸英冠後，萊特·森不獲查爾頓提供新約。2010年7月9日萊特·森以自由身加盟去季以兩分壓倒查爾頓取得直接升班英冠席位的列斯聯，簽約兩年。
2012年3月14日萊特·森被借用到英甲球會諾士郡直至球季結束。

## 外部連結
- （英文）Lloyd Sam player profile
- （英文）足球数据库：萊特·森的球员统计数据
- （英文）Lloyd Sam Official Website